# Kavaj m/1888

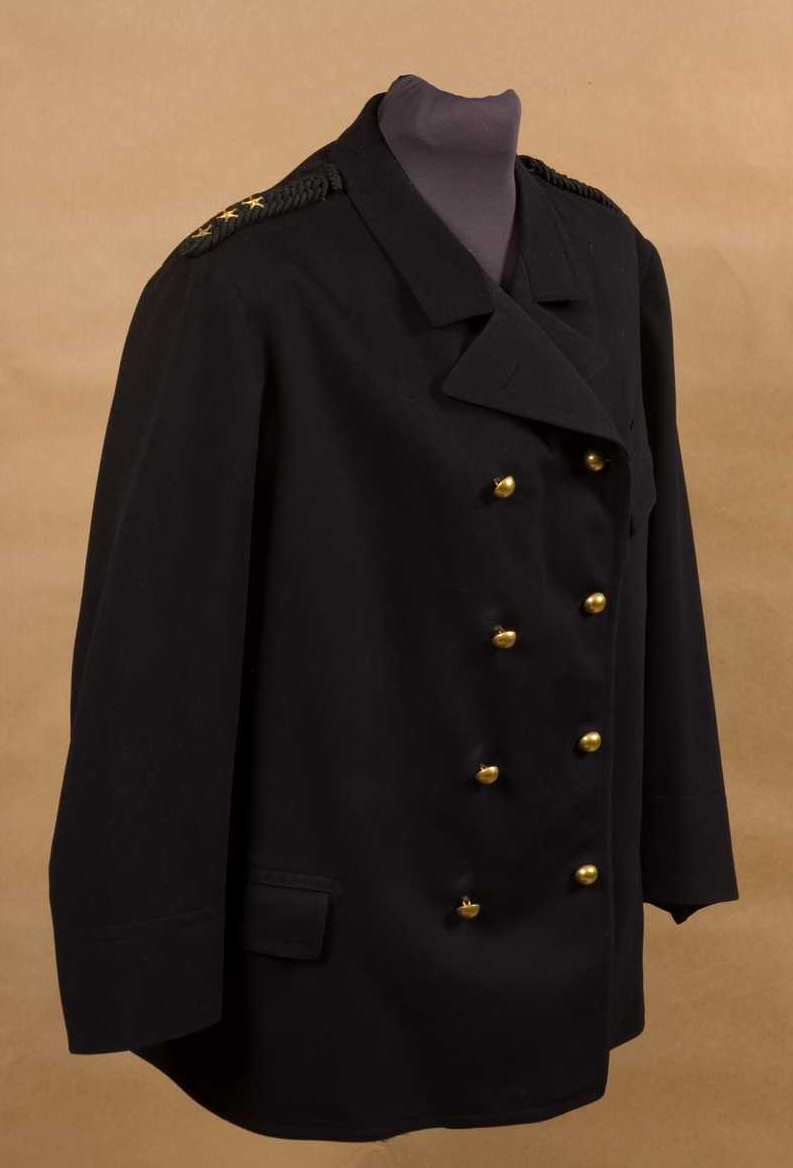
Kavaj m/1888 för auditör vid Livregementets husarer (K 3).

Kavaj m/1888, av Intendenturkåren kallad Kavaj m/1892, var ett livplagg som användes inom Krigsmakten.

## Utseende
Detta livplagg är i mörkblått kläde med svart foder och är försett med två knapprader vardera om fem knappar av regementets större modell. Det är också försett med en fällkrage samt axeltränsar med tränsknappar. På vardera sida återfinns två ytterfickor och ytterligare en bröstficka på kavajens vänstra sida.

## Användning
Kavaj m/1888 bars av Intendenturkåren, auditörer samt musikdirektörer.